# Ірландія на Дитячому пісенному конкурсі Євробачення
Ірландія вперше виступила на дитячому пісенному конкурсі «Євробачення» на конкурсі 2015 року в Софії, коли Еймі Бенкс фінішувала дванадцятою з піснею «Réalta na Mara». Ірландськомовна компанія TG4 відповідає за участь країни в конкурсі.
Спочатку телекомпанія TG4 мала намір дебютувати на конкурсі 2014 року в Марсі, але це потребувало фінансування від Радіомовлення Ірландії (BAI), яке було відхилено.
Вперше з моменту їх дебюту в 2015 році Ірландія досягла місця в десятці у 2016 році, коли Зена Доннеллі принесла найкращий результат країни на конкурсі — 10-е місце з піснею «Bríce ar Bhríce». У 2017 році Муйрен Макдонелл принесла країні 15-е місце з піснею «Suile glasa». У 2018 році Тейлор Хайнс зайняв 15-е місце з піснею «IOU».
Ірландія вдруге зайняла місце у десятці, коли Софі Ленон зайняла 4 місце з піснею «Solas» у 2022 році. На момент 2023 року це найкращий результат країни на конкурсі.

## Учасники
Умовні позначення
     Переможець
     Друге місце
     Третє місце
     Четверте місце
     П'яте місце
     Останнє місце
     Не брала участі
     Відмова від участі
| Рік  | Місце проведення | Виконавець       | Пісня              | Переклад                 | Фінал           | Фінал           |
| Рік  | Місце проведення | Виконавець       | Пісня              | Переклад                 | Місце           | Бали            |
| ---- | ---------------- | ---------------- | ------------------ | ------------------------ | --------------- | --------------- |
| 2015 | Софія            | Еймі Бенкс       | «Réalta na mara»   | «Зірка моря»             | 12              | 36              |
| 2016 | Валетта          | Зена Донеллі     | «Bríce ar bhríce»  | «Цеглина за цеглиною»    | 10              | 122             |
| 2017 | Тбілісі          | Муйрен Макдонелл | «Súile glasa»      | «Зелені очі»             | 15              | 54              |
| 2018 | Мінськ           | Тейлор Хайнс     | «IOU»              | «Я винен вам»            | 15              | 48              |
| 2019 | Глівіце          | Анна Керні       | «Banshee»          | «Банші»                  | 12              | 73              |
| 2020 | Варшава          | Не брала участь  | Не брала участь    | Не брала участь          | Не брала участь | Не брала участь |
| 2021 | Париж            | Маю Лівай Лоулор | «Saor / Disappear» | «Безкоштовно / Зникнути» | 18              | 44              |
| 2022 | Єреван           | Софі Леннон      | «Solas»            | Світло                   | 4               | 150             |
| 2023 | Ніцца            | Джесіка МакКін   | «Aisling»          | «Мрія»                   | 16              | 42              |
| 2024 | Мадрид           | Еня Кокс Демпсі  | «Le chéile»        | «Разом»                  | 15              | 55              |
| 2025 |                  |                  |                    |                          |                 |                 |

## Трансляції та голосування

### Коментатори та представники балів
Конкурси транслюються по всьому світу через офіційний сайт Дитячого пісенного конкурсу «Євробачення» junioreurovision.tv і YouTube . У 2015 році онлайн-трансляцію було прокоментовано англійською мовою редактором junioreurovision.tv Люком Фішером та Іваном Івановим, представником Болгарії на конкурсі 2011 року. Ірландська телекомпанія, TG4, відправляла на конкурс своїх коментаторів, щоб прокоментувати конкурс ірландською мовою. Речників також було обрано національною телекомпанією для того, щоб оголосити бали нагородження Ірландії. У таблиці нижче перераховані деталі кожного коментатора і представника балів з 2015 року.
| Рік  | Коментатори                                 | Представники балів |
| ---- | ------------------------------------------- | ------------------ |
| 2015 | Stiofán Ó Fearail і Caitlín Nic Aoidh       | Анна Бенкс         |
| 2016 | Eoghan McDermott                            | Андреа Ледді       |
| 2017 | Eoghan McDermott                            | Вальтер Маккейб    |
| 2018 | Mícheál Ó Ciaraidh and Sinéad Ní Uallacháin | Алекс Хайнс        |

## Історія голосування (2015-2024)
| №  | Дано               | Дано | Отримано           | Отримано |
| №  | Країна             | Очок | Країна             | Очок     |
| -- | ------------------ | ---- | ------------------ | -------- |
| 1  | Італія             | 55   | Мальта             | 40       |
| 2  | Грузія             | 55   | Італія             | 36       |
| 3  | Франція            | 45   | Україна            | 28       |
| 4  | Польща             | 44   | Польща             | 25       |
| 5  | Албанія            | 41   | Австралія          | 19       |
| 6  | Вірменія           | 38   | Сербія             | 18       |
| 7  | Австралія          | 35   | Франція            | 18       |
| 8  | Україна            | 35   | Португалія         | 15       |
| 9  | Нідерланди         | 32   | Грузія             | 14       |
| 10 | Білорусь           | 25   | Нідерланди         | 13       |
| 11 | Північна Македонія | 25   | Албанія            | 12       |
| 12 | Мальта             | 24   | Казахстан          | 10       |
| 13 | Болгарія           | 24   | Росія              | 10       |
| 14 | Сербія             | 22   | Північна Македонія | 9        |
| 15 | Росія              | 20   | Іспанія            | 9        |
| 16 | Іспанія            | 14   | Кіпр               | 8        |
| 17 | Португалія         | 12   | Велика Британія    | 6        |
| 18 | Кіпр               | 8    | Уельс              | 5        |
| 19 | Казахстан          | 6    | Болгарія           | 5        |
| 20 | Словенія           | 6    | Німеччина          | 5        |
| 21 | Німеччина          | 5    | Словенія           | 4        |
| 22 | Азербайджан        | 4    | Білорусь           | 2        |
| 23 | Велика Британія    | 4    | Вірменія           | 2        |
| 24 | Ізраїль            | ―    | Ізраїль            | 1        |
| 25 | Уельс              | ―    | Сан-Марино         | 1        |
| 26 | Сан-Марино         | ―    | Азербайджан        | ―        |